# See the Dove Fall
See the Dove Fall to limitowany do 1000 kopii singel zespołu Sol Invictus, wydany w 1991 roku. Zawiera remix utworu "Tooth and Claw" z płyty Lex Talionis - See the Dove Fall i bonusowy utwór na żywo.

## Spis utworów
1. See the Dove Fall
2. Somewhere in Europe (Live)